# Icarus Down
Icarus Down je slovenska glasbena skupina iz Zasavja.

## O skupini
Skupina Icarus Down je bila ustanovljena leta 2004. Sestavljena je iz članov skupin Request Denied, Aaron Knows, Overload, Lost In The Crowd in Sun Ate Mars, ki ima jasen cilj, da doseže prepoznavnost z resnim delom in brezkompromisno glasbo. Skupino sestavljajo Domen Učakar, Jure Zdovc, Jaka Tavš, Alan Jančič in Tomaž Mihelec.

## Glasba
Zvok skupine je težko opredeliti, a sodi nekje med alternativni rock, post rock, emo, hardcore in zapuščine grungea, ter varira od čistega do umazano distorziranega, od analognega do digitalnega zvoka, od ambientalnega do eksplozij energije pravilnih in nepravilnih ritmov. Menjavanje teh služi za že omenjen tok glasbe, ki se plazi ali pa trga meje in išče nove svežine v prenasičeni glasbeni sceni.

## Biografija
Skupina, se je zbrala leta 2004, z željo po resnem delu z glasbo, sestavljali pa so jo glasbeniki z veliko izkušenj. Sprehajanje med glasbenimi stili je skupino prepričalo, da mej ni in tako so neobremenjeno iskali svojo glasbeno nišo – biti drugačen na čuden, a dober način. Njihov cilj pa je bila žanrsko sveža, brezkompromisna in atmosferska glasba, z eno omejitvijo: kvaliteta. Današnjo podobo je skupina dobila leta 2006 s pridružitvijo kitarista Alana Jančiča in bobnarja Jake Tavša.
V tem obdobju se je skupina predstavljala predvsem s koncerti po slovenskih klubih, festivalih in natečajih za neuveljavljene skupine, s čimer si je počasi a pridno pridobivala poslušalce po celi Sloveniji, hkrati pa so posneli tudi Demo CD, z desetimi komadi, ki so ga kot promocijski material delili občinstvu na koncertih.
Leto kasneje (2006) je bil v studiu posnet EP z naslovom Soundtrack Of A Weekend, ki se je predstavil širši populaciji z animiranim videospotom za pesem »Push Me... And I’ll Let You«, ki ga je izdelala kar skupina sama. Promocijski EP je vseboval 3 komade, prej omenjeni videospot, ter multimedisjko aplikacijo. Videospot temelji na tematiki besedila in prikazuje moškega na življenjski poti, polni skušnjav, razpetega med dobrim in slabim. Pravilna odločitev je prikazana s samomorom alter ega – simboličnim skokom v prepad. Pri izdelavi spota so se člani skupine opirali na japonsko zvrst risank anime.
V poletju 2007 se je skupina zopet podala v studio z namenom, da posnamejo prvenec, ki bo brezkompromisen in svež. Z neskončnim naslovom Contortions, Mood Swings And The Inevitable Decay Of Relationships album vsebuje 13 novih pesmi in se s stilsko neopredeljivo glasbo naslanja na mitologijo Ikarjevega pobega. Z besedili pa opisuje življenjske trenutke vseh nas.
Album je bil 10. 12. 2007 izdan pri ljubljanski založbi Cela Pametna Založba, ter se predstavlja z videospotom za singl »Minus All«. Videospot je izdelal režiser Matej Ocepek. Spomladi 2008 je bil premierno predstavljen še drugi videospot za skladbo »Venus« z zgoraj omenjenega prvenca, katerega avtor je Matej Drnovšek – član MTB Trbovlje, ki je v spot vključil posnetke z downhill filma Five. Prvenec je skupina uspešno predstavljala po številnih klubih po Sloveniji in različnih festivalih doma in v tujini.
Poleti 2008 se je skupina zopet podala v studio in se lotila projekta The Burning Water Project - dvojni album, ki je namenjen prostem prenosu preko spleta. 
Prvi, akustični album A N A L O G je izšel 11.novembra 2008 na uradni spletni strani skupine in vsebuje 12 pesmi, ki so akustične predelave nekaterih komadov z Demo CD-ja (2005), EP-ja Soundtrack Of A Weekend (2006) in prvenca Contortions, Mood Swings And The Inevitable Decay Of Relationships (2007). K sodelovanju pri albumu A N A L O G je skupina povabila še Jureta Zdovca (akustična kitara), Barbaro Avsenak (vokal) in Urbana Kneza (klarinet).
Drugi, elektronski album D I G I T A L pa je izšel leto kasneje, 12. januarja 2009, prav tako na uradni strani in vsebuje 11 pesmi. Pri ustvarjanju albuma sta sodelovala Jure Zdovc in Uroš Grahek (Red Five Point Star), oba na kitarah.

## Diskografija
Album
- Life Kit EP (2013)
- The Burning Water Project - D I G I T A L (2009, Brezplačna internetna izdaja Arhivirano 2007-06-11 na Wayback Machine.)
- The Burning Water Project - A N A L O G (2008, Brezplačna internetna izdaja Arhivirano 2007-06-11 na Wayback Machine.)
- Contortions, Mood Swings And The Inevitable Decay Of Relationships (2007, CPZ Records)
- Soundtrack Of A Weekend EP (2006)

Video
- Youth And The Claw (2012)
- Jacob's Last Stand (2010)
- 09.18.2035 16:35 (2009)
- Venus (2008)
- Minus All (2007)
- Push Me... And I'll Let You (2006)